# 讓臺記
《讓臺記》為記載臺灣民主國與乙未戰爭始末的專書，彰化文人吳德功所撰，為首部西曆／舊曆並用的編年體例史書，始自1895年4月14日（農曆）清日簽署《馬關條約》，終於同年9月27日北白川宮能久親王的屍體被運回東京。本書內容來自作者第一手的經歷與見聞，亦揭示其政治認同轉折的歷史背景。

## 內容介紹
《讓臺記》描寫日本軍隊初入臺灣時社會的變化，包含臺灣民主國的成立、各地軍團與仕紳的串聯、戰況紀錄、戰敗後的逃亡等，依照時序寫下1895年臺灣各地抗日運動的人、事、地。吳德功除了詳細記錄 4 月到 9 月在外援斷絕的情形下，對抗強盛日軍極為不易的情景，同時也檢討抗日慘敗之因，並藉由書寫為自己參與歷史的角色留下定位。
《讓臺記》全書依時序大要包含：1895年4月14日中日和議，將福建臺灣省割讓日本。清軍駐紮獅球嶺，派林朝棟、胡國華統軍駐守臺中。5月，臺灣紳民擁立唐景崧為民主總統，劉永福為將軍；大清國派李經芳至三貂海，將臺灣交讓給日本。日軍五千士兵從三貂角、澳底登岸，直抵並佔領瑞芳。而後日軍攻佔基隆獅球嶺；臺北省內變，唐景崧夜逃滬尾（淡水），乘船至廈門；辜顯榮受令前往基隆請日將入城安民；日軍自三峽、新竹一路朝南攻打。劉永福接臺灣民主國臺灣總督印。6月，日本北白川宮親王抵臺，帶隊從新竹向南討伐反抗軍。於彰化、雲林一帶發生八卦山之役等戰爭。8月，劉永福逃往廈門。9月，北白川宮親王與大日本總督樺山資紀進入臺南。此時反抗軍節節敗退，局勢大致已定。

## 創作背景
1895年（清光緒21年），大清帝國在清日甲午戰爭中戰敗，雙方簽訂《馬關條約》，日本提出割讓福建臺灣省予日本。其後，日本軍隊占領澎湖，民眾請吳德功與長官討論防守之策，吳德功遂向彰化縣令丁燮商議，建請開設聯甲局，與周紹祖、吳景韓等人招集內外窮民為練勇，維護地方治安。直到大清政府確立割臺已成定局，大勢已去，吳德功遂辭去帶團練勇一職，避禍鄉下，將親身經歷配以相關史料，於1901年寫成《讓臺記》一書。
《讓臺記》起自1895年4月14日（農曆）簽訂中日議和起，至同年9月27日，北白川宮能久親王薨，以吉野艦護送棺柩返東京止，歷時約五個多月。
吳德功原先並沒有出版《讓臺記》的計畫，直到1899年（明治32年），日本政府為了修纂臺灣戰史，曾派遣大尉山崎虎之助來臺拜訪，並將《讓臺記》手抄本攜回東京。本書付梓前，吳德功曾詢問來臺漢學家館森鴻的意見，因此獲得館森鴻為《讓臺記》作序。根據吳德功〈自序〉，1902年（明治35年），臺中國語學校三屋大五郎教授曾經翻譯本書，然至今皆未見其譯稿，無法判定是否曾刊行。

## 分析研究
臺灣史學家吳密察將《讓臺記》視為臺灣漢族人書寫臺灣歷史的起點，而本書不僅是一部史書，同時也是一篇歷史散文。
《讓臺記》描繪官員潰敗竄逃的情形，書寫抵抗日軍的軍官與民眾的作為，更觸及文人思考世變對人心的考驗，以及處在新政權統治下的因應之道。雖然吳德功並未就史事的國際面向多加分析，但他重視撰史的功能，在舉家避難的創傷與日人治台的變局下，完成這段史傳書寫；以私人身分記錄對過往歷史文化的認知，保留對於這段台灣史的集體記憶。不僅檢討官兵、士紳等人的功過，也對武裝抗日的侷限提出詮釋。
《讓臺記》主要採取「順敘」手法，也就是依照自然時間的順序前進，這樣的寫法雖然能讓讀者有條理地理解事件來龍去脈，卻可能使得閱讀缺少思考和推敲的樂趣。為了彌補此種不足，吳德功同時輔以「倒敘」、「預敘」等手法，讓時間重新組合，以十分多元的時序呈現，讓讀者花費心思拼湊完整的故事拼圖，提升閱讀的樂趣，並增加作品的藝術效果。

## 版本
《讓臺記》目前常見的版本為臺灣銀行經濟研究室於1959年編《割臺三記》（《臺灣文獻叢刊》第57種），此版本以「臺灣總督府圖書館」（今「國立臺灣圖書館」）所藏吳德功定稿本為底本。吳德功定稿本分上下二卷，為作者最後定稿，1919年寄贈予「臺灣總督府圖書館」，內容包含館森鴻〈序〉、吳德功〈自序〉、〈凡例〉，附錄〈恭紀佐久間爵帥討番奏凱事畧〉、〈附祝始政紀念日文〉，鈐印有「立軒」、「吳德功印」、「大正八年四月二九日吳德功ヨリ寄贈」、「臺灣總督府圖書館藏」、「臺灣省立臺北圖書館藏書章」等。臺銀版與底本之主要差異在於因應當時政治情勢而有所刪改，包含上卷前〈諭旨〉、〈和約節要〉。